# Население Одесской области
Общая численность населения Одесской области, по данным всеукраинской переписи населения за 2001 год, составляет 2 млн 456 тыс. человек. Численность городского населения составляет 1 млн 605 тыс. человек, или 65,3 %, сельского — 851 тыс. человек, или 34,7 %. Количество мужчин составляет 1 млн 149 тыс. человек, или 46,8 %, женщин — 1 млн 307 тыс. человек, или 53,2 %.
В Одесской области находятся 52 городских населённых пункта. Из общего количества городских поселений 7 — с численностью населения до 2 тыс. человек, 29 — от 2 до 10 тыс. жителей, 8 — от 10 до 20 тыс. человек, 4 — от 20 до 50 тыс. человек, 4 — более 50 тыс. населения.
Численность населения на 1 января 2015 года составила 2 396 442 человек. Из них 1 603 106 (66,9 %) городское и 793 336 сельское (33,1 %).
Численность населения на 1 января 2019 года составила 2 380 308 человек. Из них 1 595 493 (67 %) городское и 784 815 сельское (33 %).
Численность населения на 1 декабря 2019 года составила 2 347 900 человек. Из них 1 104 800 мужчины и 1 243 100 женщины.
Численность наличного населения на 1 января 2022 г. составила 2 351 392 человек, а постоянного - 2 340 332 человек. За 2021 г. население области уменьшилось на 16 715 человек, в том числе за счет превышения числа смертей над числом рождений на 23 142 человек. Миграционный прирост населения в 2021 году составил 6 427 человек.

## Национальный состав
В городе Измаил русские составляют 43,7 % населения и являются самой многочисленной национальной общиной. При этом в других городах преобладает украинское население, составляя от 62 % до 82 %. Наиболее компактно проживающие национальные меньшинства проживают в районах юга области (Буджак), где преобладают болгары, гагаузы, румыны/молдаване, албанцы; на севере и в центре области преобладает украинское население:
- Болградский район: болгары — 60,8 %; гагаузы — 18,7 %; русские — 8,0 %; украинцы — 7,5 %.
- Ренийский район: румыны/молдаване — 49,0 %; украинцы — 17,7 %; русские — 15,1 %; болгары — 8,5 %; гагаузы — 7,9 %.
- Арцизский район: болгары — 39,0 %; украинцы — 27,4 %; русские — 22,5 %.
- Тарутинский район: болгары — 37,5 %; украинцы — 24,5 %; румыны/молдаване — 16,5 %; русские — 13,9 %[1].

По данным опроса, проведённого SOCIS 9—14 июня 2022 года в Одесской области Украины, 28,8 % респондентов считали украинцев и русских частью единого славянского народа, в то время как 60,7 % так не считали.

## Языковой состав

Языковые группы Российской империи по переписи 1897 года (уезды и города с преобладанием украиноязычного населения жёлтым)

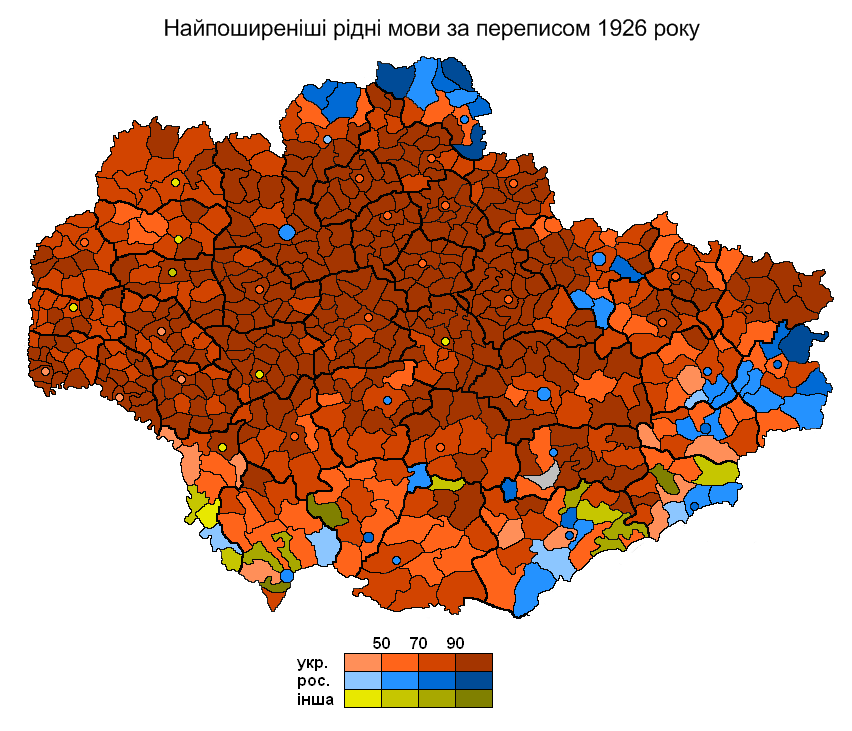
Самый распространённый родной язык в районах Украинской ССР по данным переписи 1926 года

Языковой состав населения административных единиц, территории которых полностью или в значительной степени сегодня являются частью Одесской области, по данным переписи населения Российской империи 1897 года:
- Балтский уезд — украинский язык — 76,86 %, идиш — 13,57 %, румынский язык — 4,50 %, русский язык — 3,88 %
  - сельская местность Балтского уезда — украинский язык — 80,62 %, идиш — 10,85 %, румынский язык — 4,78 %, русский язык — 2,67 %
  - г. Балта — идиш — 56,35 %, русский язык — 23,05 %, украинский язык — 17,65 %, польский язык — 1,28 %
- Ананьевский уезд — украинский язык — 62,04 %, румынский язык — 13,48 %, русский язык — 10,97 %, идиш — 8,33 %, немецкий язык — 3,83 %
  - сельская местность Ананьевского уезда — украинский язык — 63,31 %, румынский язык — 12,71 %, русский язык — 11,13 %, идиш — 7,47 %, немецкий язык — 4,07 %
  - г. Ананьев — украинский язык — 43,19 %, румынский язык — 25,02 %, идиш — 21,06 %, русский язык — 8,60 %, польский язык — 1,45 %
- Тираспольский уезд — украинский язык — 33,33 %, румынский язык — 24,88 %, русский язык — 16,95 %, идиш — 9,92 %, немецкий язык — 9,80 %, болгарский язык — 3,66 %
  - сельская местность Тираспольского уезда — украинский язык — 38,55 %, румынский язык — 25,96 %, русский язык — 12,95 %, немецкий язык — 12,27 %, идиш — 4,81 %, болгарский язык — 4,63 %
- Одесский уезд — русский язык — 37,45 %, идиш — 21,97 %, украинский язык — 21,88 %, немецкий язык — 10,27 %, польский язык — 3,03 %, болгарский язык — 1,36 %, греческий язык — 1,24 %, румынский язык — 1,17 %
  - сельская местность Одесского уезда — украинский язык — 46,65 %, немецкий язык — 28,15 %, русский язык — 11,76 %, болгарский язык — 4,14 %, идиш — 3,80 %, румынский язык — 3,57 %, греческий язык — 1,32 %
  - г. Одесса — русский язык — 49,09 %, идиш — 30,83 %, украинский язык — 9,39 %, польский язык — 4,31 %, немецкий язык — 2,54 %, греческий язык — 1,26 %
  - г. Маяки — русский язык — 62,62 %, украинский язык — 20,63 %, идиш — 14,08 %
  - г. Овидиополь — украинский язык — 53,69 %, русский язык — 38,50 %, идиш — 7,46 %
- Аккерманский уезд — украинский язык — 26,69 %, болгарский язык — 21,32 %, румынский язык — 16,38 %, немецкий язык — 16,36 %, русский язык — 9,62 %, идиш — 4,63 %, турецкий язык — 3,91 %
  - сельская местность Аккерманского уезда — болгарский язык — 23,74 %, украинский язык — 23,47 %, румынский язык — 18,24 %, немецкий язык — 18,22 %, русский язык — 8,35 %, турецкий язык — 4,36 %, идиш — 2,83 %
  - г. Аккерман — украинский язык — 53,73 %, русский язык — 20,26 %, идиш — 19,72 %, армянский язык — 2,15 %, болгарский язык — 1,02 %
- Измаильский уезд — румынский язык — 39,09 %, украинский язык — 19,60 %, болгарский язык — 12,52 %, русский язык — 12,38 %, турецкий язык — 7,26 %, идиш — 4,80 %, немецкий язык — 1,96 %
  - сельская местность Измаильского уезда — румынский язык — 46,40 %, украинский язык — 17,28 %, болгарский язык — 11,06 %, турецкий язык — 9,50 %, русский язык — 8,93 %, немецкий язык — 2,52 %, идиш — 2,23 %
  - г. Измаил — украинский язык — 37,10 %, русский язык — 34,97 %, идиш — 12,27 %, румынский язык — 7,13 %, болгарский язык — 4,20 %, греческий язык — 2,26 %
  - г. Килия — украинский язык — 39,21 %, румынский язык — 21,48 %, русский язык — 18,93 %, идиш — 18,45 %
  - г. Рени — румынский язык — 37,63 %, украинский язык — 19,77 %, русский язык — 17,14 %, идиш — 10,52 %, болгарский язык — 9,36 %, греческий язык — 2,00 %, турецкий язык — 1,48 %, польский язык — 1,08 %

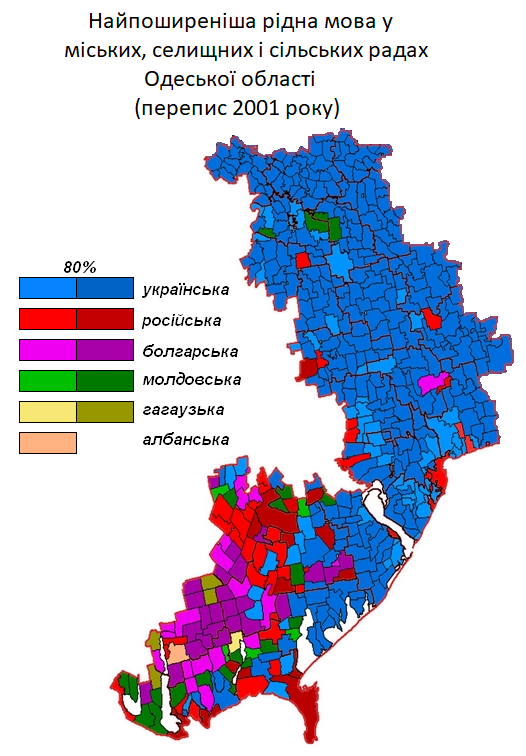
По данным переписи 2001 года, украинский язык был родным для более 46 % населения Одесской области: он был господствующим в девяти из девятнадцати городов региона, большинстве посёлковых и сельских советов северной и центральной частей области, а также восточной (прибережной) части Буджака. Русский язык был самым распространённым в ряде посёлковых и сельских советов, большинство из которых находится в южной части региона, городе Одесса и ещё девяти городах Одесчины. Также в области (преимущественно в южной её части) распространены болгарский, молдавский (румынский), гагаузский и албанский языки.

Вследствие проводимой во времена СССР русификации Украины доля говорящих на украинском, болгарском и молдавском (румынском) в населении Одесской области существенно снизилась, в то время как доля русскоязычных — возросла. Родной язык населения Одесской области по результатам переписей населения, %
|            | 1959 | 1970 | 1989 | 2001 |
| ---------- | ---- | ---- | ---- | ---- |
| Украинский | 45,5 | 46,7 | 41,2 | 46,3 |
| Русский    | 36,0 | 39,7 | 47,1 | 42,0 |
| Другие     | 18,5 | 13,6 | 11,7 | 10,5 |

Согласно переписи 2001 года 46,3 % населения области указали украинский язык родным, 42,0 % указали таковым русский, 4,9 % — болгарский, 3,8 % — молдавский (румынский), 0,9 % — гагаузский.
Украинский язык является единственным официальным языком на всей территории Одесской области.
20 декабря 2022 года решением Одесской областной военной администрации в Одесской области утверждена «Программа развития и функционирования украинского языка как государственного во всех сферах общественной жизни в Одесской области на 2023—2025 годы», главной целью которой является усиление позиций украинского языка в различных сферах общественной жизни региона.

### Опросы и исследования
По данным исследования Киевского международного института социологии, проведённого 8—16 апреля 2014 года, 52,3 % респондентов из Одесской области не согласились с утверждением о том, что «Россия справедливо защищает интересы русскоязычных граждан на юго-востоке», 30,6 % — согласились. С утверждением о том, что «в Украине ущемляются права русскоязычного населения», не согласились 72,1 % опрошенных, согласились — 20,0 %. С утверждением о том, что в Одесской области ущемляются права украиноязычного населения, не согласились 91,6 % респондентов, 3,5 % — согласились.
По данным исследования, проведённого социологической службой Центра Разумкова с 11 по 23 декабря 2015 года, 24 % респондентов из Одесской области считали своим родным языком только украинский, 23 % — только русский, одновременно украинский и русский языки — 43 %, другие языки — 10 %. 32 % опрошенных жителей региона считали, что украинский язык должен быть единственным официальным на всей территории Украины. 37 % считали, что украинский язык должен быть единственным государственным, а русский — вторым официальным в некоторых регионах страны. 22 % придерживались мнения, что русскому должен быть предоставлен статус второго государственного языка. Большинство респондентов из Одесской области согласились с утверждением, что каждый гражданин Украины, независимо от его этнического происхождения, должен владеть украинским языком в объёме, достаточном для повседневного общения, знать основы украинской истории и культуры.
По данным опроса, проведённого Социологической группой «Рейтинг» с 16 ноября по 10 декабря 2018 года в рамках проекта «Портрети Регіонів», 26 % жителей Одесской области считали, что украинский язык должен быть единственным государственным языком на всей территории Украины. 29 % считали, что украинский язык должен быть единственным государственным языком, а русский — вторым официальным в некоторых регионах страны. 41 % считали, что русский должен стать вторым государственным языком страны. 4 % затруднились с ответом.
По результатам социологического исследования, проведённого фондом «Демократические инициативы имени Илька Кучерива» с 21 по 27 октября 2022 года, 57,8 % опрошенных жителей Одесской области назвали украинский язык родным, 28,8 % — русский, 5,4 % — другой язык, 7,9 % заявили, что им трудно сказать, какой язык они считают родным, или отказались отвечать.
По результатам социологического исследования, проведённого фондом «Демократические инициативы имени Илька Кучерива» с 10 по 21 июля 2023 года, доля опрошенных жителей Одесской области, пользующихся дома украинским языком, выросла до 42 % (с 26 % в 2021-м), тогда как доля тех, кто пользуется дома русским упала до 54 %. На вопрос «Как Вы относитесь к обязательному использованию украинского языка в сфере обслуживания (магазины, кафе, парикмахерские, развлекательные заведения)?» 59 % ответили «Положительно», 13 % — «Негативно», 17 % — «Мне всё равно», 12 % — «Затрудняюсь ответить». На вопрос «Считаете ли Вы допустимым исполнение в публичном пространстве Вашего посёлка/города песен на русском языке, например исполнение уличными музыкантами, прослушивание таких песен в кафе/ресторанах или супермаркетах и т.д.?» 30 % ответили «Нет», 37 % — «Да», 20 % — «Мне всё равно», 12 % — «Затрудняюсь ответить».
По данным исследования Центра контент-анализа, проведённого в период с 15 августа по 15 сентября 2024 года, темой которого стало соотношение украинского и русского языков в украинском сегменте социальных сетей, в Одесской области на украинском языке писалось 43,4 % сообщений (в 2023 году — 48,7 %, в 2022 году — 27,0 %, в 2020 году — 8,1 %), на русском — 56,6 % (в 2023 году — 51,3 %, в 2022 году — 73,0 %, в 2020 году — 91,9 %).

### Образование
После провозглашения Украиной независимости в области, как и в стране в целом, происходит постепенная украинизация русифицированной в советское время системы образования. Динамика соотношения языков преподавания в учреждениях общего среднего образования в Одесской области:
| Язык преподавания | Учебный год | Учебный год | Учебный год | Учебный год | Учебный год | Учебный год | Учебный год | Учебный год | Учебный год | Учебный год | Учебный год | Учебный год | Учебный год | Учебный год |
| Язык преподавания | 1991/92     | 1992/93     | 1993/94     | 1994/95     | 1995/96     | 2000/01     | 2005/06     | 2007/08     | 2010/11     | 2012/13     | 2015/16     | 2018/19     | 2021/22     | 2022/23     |
| ----------------- | ----------- | ----------- | ----------- | ----------- | ----------- | ----------- | ----------- | ----------- | ----------- | ----------- | ----------- | ----------- | ----------- | ----------- |
| Украинский        | 24,5 %      | 27,4 %      | 29,1 %      | 30,0 %      | 32,0 %      | 47,0 %      | 65,0 %      | 69,0 %      | 72,0 %      | 72,0 %      | 69,0 %      | 72,0 %      | 94,93 %     | 99,99 %     |
| Русский           | 73,5 %      | 70,7 %      | 68,8 %      | 67,9 %      | 66,0 %      | 51,0 %      | 33,0 %      | 29,0 %      | 26,0 %      | 27,0 %      | 29,0 %      | 27,0 %      | 4,24 %      | 0,01 %      |

В период с 2012/13 по 2016/17 учебный год в Одесской области доля учеников, изучающих русский язык либо в русскоязычных классах, либо как отдельный предмет в классах с украинским или другим языком преподавания, колебалась в районе 86,51—89,22 %.
По данным Государственной службы статистики Украины в 2023/24 учебном году из 262 998 учащихся в учреждениях общего среднего образования в Одесской области 261 228 (99,33 %) обучались в украиноязычных классах, 1 335 (0,51 %) — в молдавоязычных, 400 (0,15 %) — в румыноязычных, 35 (0,01 %) — в болгароязычных. В украиноязычных классах учились все ученики в городской местности. Из 80 560 получающих среднее образование в сельских образовательных учреждениях 78 790 (97,80 %) получали образование на украинском, 1 335 (1,66 %) — на молдавском, 400 (0,50 %) — на румынском, 35 (0,04 %) — на болгарском.
С 2024 года во всех школах Украины, где преподавание велось до этого на молдавском языке, языком обучения является румынский.
По данным Государственной службы статистики Украины в 2024/25 учебном году из 251 181 учащихся в учреждениях общего среднего образования в Одесской области 249 522 (99,34 %) обучались в украиноязычных классах, 1 628 (0,65 %) — в румыноязычных, 31 (0,01 %) — в болгароязычных. В украиноязычных классах учились все ученики в городской местности. Из 77 860 получающих среднее образование в сельских образовательных учреждениях 76 201 (97,87 %) получали образование на украинском, 1 628 (2,09 %) — на румынском, 31 (0,04 %) — на болгарском.